# 克莉絲汀娜·索特伯姆
貝婭塔·瑪格麗塔·克莉絲汀娜·索特伯姆（瑞典語：Beata Margareta Kristina Söderbaum，1912年9月5日—2001年2月12日），瑞典出生的德國電影女演員、監製和攝影師。她知名於納粹年代電影。

## 演藝生涯

### 納粹年代
1935年開始，索特伯姆與導演威特·哈蘭合作了幾部電影，他倆於1939年結婚:84。索特伯姆和哈蘭為當時由政府控制的電影製作公司烏髮電影公司製作了10部電影，直到1945年:46。
根據電影歷史學家安特耶·阿舍得，索特伯姆經常被稱為「納粹理想中最特別的代表，是最典型的納粹明星」。索特伯姆作為漂亮的瑞典金髮女性，她有著洋娃娃的臉孔，是典型雅利安女性的典範。其實，她曾在多部電影中飾演無辜的雅利安人，而在德國觀眾中廣受歡迎:162。她的青春和美麗使她成為健康和純潔的象徵，因此成為納粹理想女性的榜樣:141。
在數部電影中，她由於種族污染的威脅而陷入危險:20。兩個類似角色像反猶太主義歷史情節劇《猶太人蘇斯》的女主角多萝西娅·施图姆和《黃金城》的渴望大城市（違抗血與土）蘇台德德國人安娜：前者因被反派侮辱而溺水自殺，後者則是受到捷克人誘惑而導致溺水自殺。

### 戰後
在戰爭結束後的幾年，索特伯姆常在舞台上聽到觀眾噓聲，甚至將爛蔬菜扔向她:43。在隨著的幾年裡，她時常後悔出演反猶太主義電影。
2001年，她在德國希茨阿克的一家護養院去世。

## 外部鏈接
- 克莉絲汀娜·索特伯姆在互联网电影资料库（IMDb）上的資料（英文）
- 圖像與文獻 （页面存档备份，存于）